# Singapurische Badmintonmeisterschaft 1931/32
Die Singapurische Badmintonmeisterschaft 1931/32 fand an mehreren Terminen im Jahr 1931 statt. Es war die vierte Badminton-Meisterschaft in Singapur. Es wurden neben den Titelträgern im Herreneinzel und Herrendoppel erstmals auch die Sieger im Dameneinzel, Damendoppel und Mixed ermittelt. Sieger im Herreneinzel wurde zum vierten Mal in Folge E. J. Vass, der das Finale gegen See Gim Hock, welcher ebenfalls zum vierten Mal im Endspiel stand, gewann. See Gim Hock unterlag auch in seinen beiden anderen Endspielen der Titelkämpfe des Jahres 1931.

## Austragungsort
S. V. C. Drill Hall

## Finalresultate
| Disziplin    | Sieger                      | Finalist                    | Ergebnis            |
| ------------ | --------------------------- | --------------------------- | ------------------- |
| Herreneinzel | E. J. Vass                  | See Gim Hock                | 15-7, 9-15, 15-12   |
| Dameneinzel  | Alice Pennefather           | E. da Silva                 | 11-2, 11-6          |
| Herrendoppel | Lim Boon Guan Wee Eng Siang | See Gim Hock Koh Keng Siang | 11-21, 21-14, 21-11 |
| Damendoppel  | Alice Pennefather M. Lewis  | F. Horii S. Horii           | 15-11, 15-4         |
| Mixed        | E. J. Vass J. de Souza      | See Gim Hock Tai Yee Weng   | 13-21, 21-9, 21-16  |